# HD34889
HD34889 — хімічно пекулярна зоря спектрального класу B9, що має видиму зоряну величину в смузі V приблизно  8,7.
Вона  розташована на відстані близько 617,7 світлових років від Сонця.

## Пекулярний хімічний вміст
Зоряна атмосфера HD34889 має підвищений вміст 
Si
.